# Gonomyia basilobata
Gonomyia basilobata là một loài ruồi trong họ Limoniidae. Chúng phân bố ở miền Cổ bắc.